# Jhamak Ghimire
Jhamak Ghimere (Dhanakuta, 10 luglio 1980) è una scrittrice e editorialista nepalese.

## Biografia
Nonostante sia nata con paralisi cerebrale infantile, la malattia non le ha impedito di imparare a leggere e a scrivere, oltre che a cimentarsi nella sua passione, la scrittura. A causa della malattia ha imparato a scrivere con il piede sinistro. Inizialmente ha scritto poesie, raccolte in diversi libri, e alcuni articoli giornalistici. Solo successivamente si è cimentata nella stesura di libri e della sua autobiografia contenente le sue memorie, Jiwan Kada Ki Phool, che le ha permesso di vincere il premio Madan Puraskar nel 2010 (il premio più popolare assegnato allo scrittore per il suo contributo nella letteratura nepalese).
Lavora come editorialista per il quotidiano Kantipur.

## Opere

### Poesie
- Sankalpa, tradotto e pubblicato in inglese con il titolo Vow
- Aafnai Chita Agni Shikhatira, tradotto e pubblicato in inglese con il titolo Own's funeral pyre towards the fire apex
- Manchhe Bhitraka Yoddaharu, tradotto e pubblicato in inglese con il titolo Warriors inside humans
- Quaati

### Altre opere
- Awasan Pachhiko Aagaman, tradotto e pubblicato in inglese con il titolo Arrival after the death

### Autobiografia
- Jiwan Kada Ki Phool, tradotto e pubblicato in inglese con il titolo Life a Thorn or a Flower

## Premi

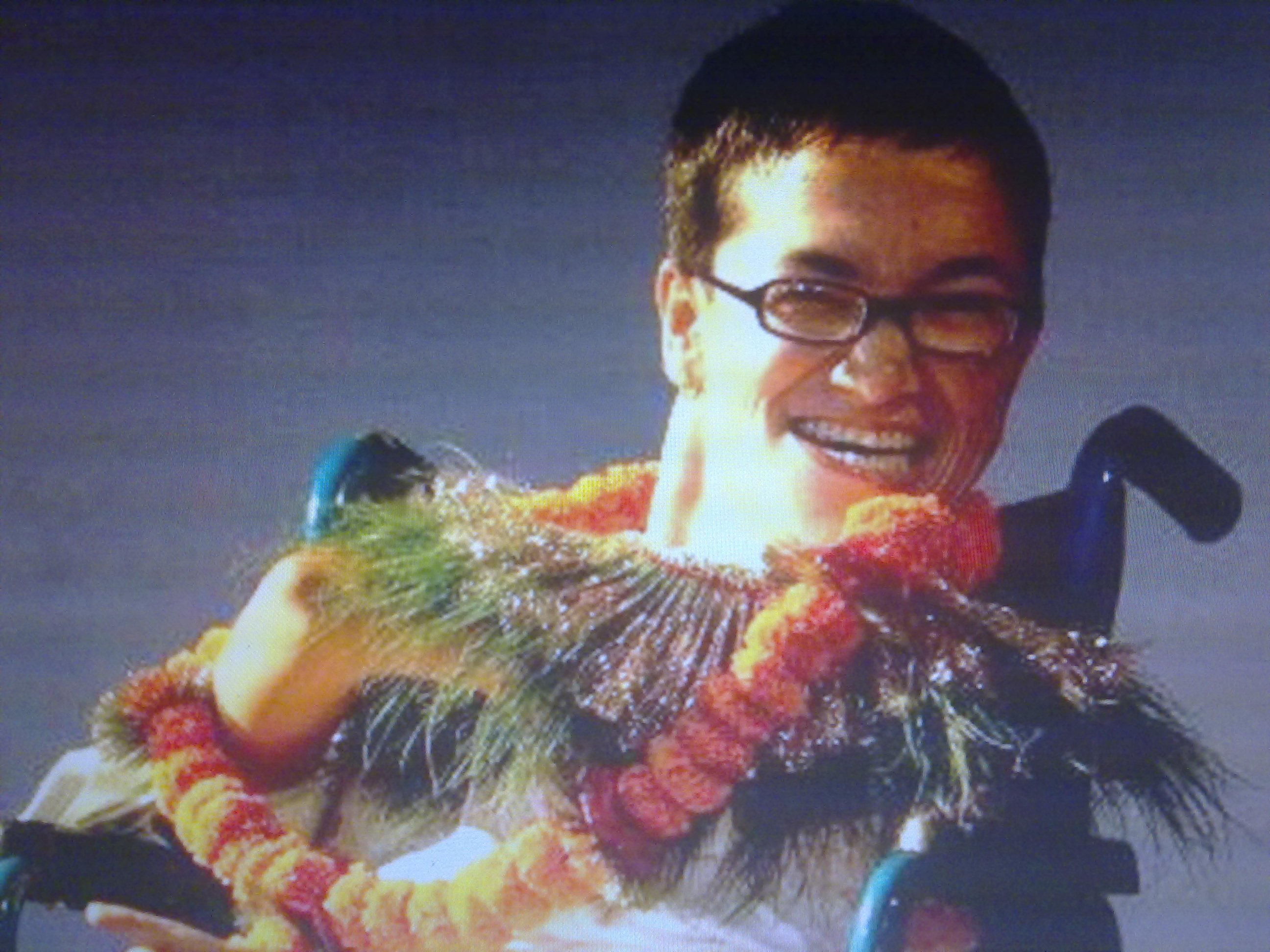
Jhamak Ghimire, premiata con il Madan Puraskar

Le sue opere le hanno permesso di vincere i seguenti premi letterari:
- Madan Puraskar nel 2010[5]
- Kabita Ram Bal Sahitya Prativa Puraskar nel 2015[3]
- Aswikrit Bichar Sahitya Andolan[7]
- Aswikrit Bichar Sahitya Puraskar nel 2016[3]
- Aswikrit Bichar Sahitya Andolan nel 2010[8]